# Иберсбах
Иберсбах (нем. Übersbach) — коммуна в Австрии, в федеральной земле Штирия. 
Входит в состав округа Фюрстенфельд.  Население составляет 1195 человек (на 31 декабря 2005 года). Занимает площадь 15,14 км².

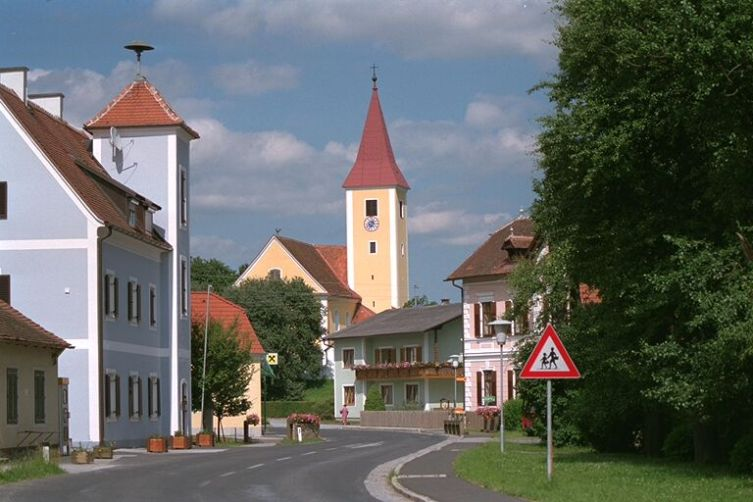
Иберсбах

## Политическая ситуация
Бургомистр коммуны — Франц Ланг (АНП) по результатам выборов 2005 года.
Совет представителей коммуны (нем. Gemeinderat) состоит из 15 мест.
- АНП занимает 10 мест.
- Партия UAÜ занимает 3 места.
- СДПА занимает 2 места.